# HMS Redpole (U69)
«Редпоул» (англ. HMS Redpole (U69)) — військовий корабель, шлюп типу «Модифікований Блек Свон» Королівського військово-морського флоту Великої Британії за часів Другої світової війни.

## Історія створення
Шлюп «Редпоул» був закладений 18 травня 1942 року  на верфі компанії Cammell Laird у Беркенгеді. 25 лютого 1943 року він був спущений на воду, а 24 червня того ж року увійшов до бойового складу Королівських ВМС Великої Британії.

## Історія служби
Після вступу у стрій шлюп «Редпоул» був включений до складу 7-ї ескортної групи, але у вересні переведений до складу Середземноморського флоту, базувався у Гібралтарі.
У лютому 1944 року повернувся до Великої Британії, де знову був включений до складу 7-ї ескортної групи. Брав участь у забезпеченні висадки союзників в Нормандії, до початку серпня супроводжував конвої в Ла-Манші.
У серпні-вересні корабель пройшов ремонт, після чого був переведений до складу Східно-Індійського флоту. По дорозі до місця призначення супроводжував конвой KMF-35 з метрополії до Порт-Саїда. Прибув в Коломбо 6 листопада 1944 року, і ніс ескортну службу біля узбережжя Індії.
У січні 1945 року «Редпоул» був переведений до складу Тихоокеанського флоту, де перебував до 1946 року. 
Після повернення до Великої Британії був виведений в резерв. У 1949 році був роззброєний та переданий у розпорядження навчального центру «Дріад» в Портсмуті, де використовувався як навчальний корабель підготовки штурманів.
У листопаді 1960 року проданий на злам.